# Regeringsbrood
El regeringsbrood (en español, 'pan del gobierno'), también conocido como regeringswit o  regeringstarwe, fue un pan que el Gobierno de los Países Bajos obligó a producir a los panaderos neerlandeses en el contexto de las dos Guerras Mundiales. Su harina se obtenía principalmente con trigos autóctonos mezclados con almidón de patata, harina de centeno o de legumbres. Fueron comercializados a partir de 1916, y su precio en el mercado, establecido por el Gobierno, debía de ser bajo. Debido a la escasez, el pan debía de ser racionado.
Muchos neerlandeses que vivieron aquella época lo recuerdan con una miga pesada, poco esponjosa y gris: «no, no beige o marrón claro, era realmente gris», y de hecho otro nombre común fue el de grijs brood. Además del aspecto poco apetecible, tenía un sabor agrio. Debido a que el encargo de distribución los alimentos de la nación recayó en el ministro Folkert Posthuma, el pan también fue bautizado como Posthumacake o Posthumabrood.
En los últimos meses de la Segunda Guerra Mundial, la calidad de este pan era tan mala que en ocasiones incluso se procesaba aserrín de madera. Después de 1945, el pan del gobierno (especialmente el blanco), junto con los otros tipos de pan, siguieron produciéndose hasta 1960, aunque con una calidad mejor, y como contenía granos nativos, era más barato.